# هارولد فریزر (ورزشکار گلف)
هارولد فریزر (انگلیسی: Harold Fraser; ۲۶ اکتبر ۱۸۷۲ – ۴ ژانویهٔ ۱۹۴۵) گلف‌باز اهل ایالات متحده آمریکا بود.